# Anneke van Giersbergen
Anneke van Giersbergen (Sint-Michielsgestel, 8 de marzo de 1973) es una músico y fue la vocalista y principal letrista de la banda neerlandesa The Gathering de 1995 a 2007 y ahora envuelta en un proyecto solista llamado Agua de Annique (en la actualidad simplemente Anneke van Giersbergen) y VUUR. También ha colaborado con otras bandas tales como Lawn, Merry Pierce, Devin Townsend Project, The Farmer Boys, Ayreon, Napalm Death, Moonspell, Giant Squid, Within Temptation, Amorphis, Novembers Doom, entre otros.

## Biografía

### Primeros años
Anneke van Giersbergen nació el 8 de marzo de 1973 en Sint-Michielsgestel, Países Bajos. A los 7 años comenzó a cantar y participó en un concurso de canto de soundmix. Cuando tenía 12 años, se unió al coro de su escuela, llegando a hacer una gira por Francia. Más tarde comenzó a tomar lecciones de canto y se unió a su primera banda. Después de eso, estuvo en varias bandas. En 1992 fundó el dúo Bad Breath con el cantante y guitarrista Deniz Cagdas (Spencer Edgards), tocaban una mezcla de blues, jazz, folk y funk.
Finalmente se unió a The Gathering en 1994, uno de sus proyectos más importantes.

### The Gathering y varias colaboraciones (1995-2006)
El álbum de debut de Anneke con la banda, Mandylion, el tercero de The Gathering, fue lanzado el 22 de agosto de 1995. A partir este álbum, Anneke pasó a ser responsable de la gran mayoría de las letras de la banda. En 1996, Anneke fue invitada especial de la banda alemana Farmer Boys en la canción Never Let Me Down Again (cover de Depeche Mode).
El 6 de junio de 1997, The Gathering lanzó su segundo álbum con Anneke, Nighttime Birds, el cual vendió más de 90.000 copias y dio lugar a una larga gira por Europa. El álbum How to Measure a Planet? se publicó el 26 de enero de 1998. En ese mismo año, cantó en el álbum de Ayreon, Into the Electric Castle, un álbum conceptual sobre la historia de una entidad alienígena que "secuestra" a 8 almas humanas de diferentes tiempos. En el álbum Anneke representaba a una mujer egipcia de la época de los faraones. Dos años después salió a la venta el álbum de If_then_else.
El 12 de febrero de 2003, The Gatheting lanzó su aclamado álbum Souvenirs. El 22 de agosto de ese mismo año, la banda realizó su primer álbum en vivo, el semi-acústico Sleepy Buildings, grabado en The LUX Theatre, en Nijmegen, Países Bajos.
En 2004, la cantante fue invitada por la banda neerlandesa de indie rock, Law, para participar en su álbum Backspace en la canción Fix.
En 2006, The Gathering publicó el álbum Home. Paralelamente realizó varias participaciones: apareció en el álbum Rubicon de John Wetton y Geoffrey Downes en los temas "To Catch a Thief" y "Tears of Joy"; en el álbum Smear Campaign de la banda de grindcore/death metal, Napalm Death, en los temas "Weltschmerz" y "In Deference"; participó en el álbum Epicon de la banda inglesa Globus, donde cantó y coescribió la letra de Mighty Rivers Run, así como hizo un dueto con Christine Navarro en la canción Diem Ex Dei y las voces de apoyo de la canción Orchard of Mines.

### Salida de The Gathering, Agua de Annique y otras participaciones (2007-2011)

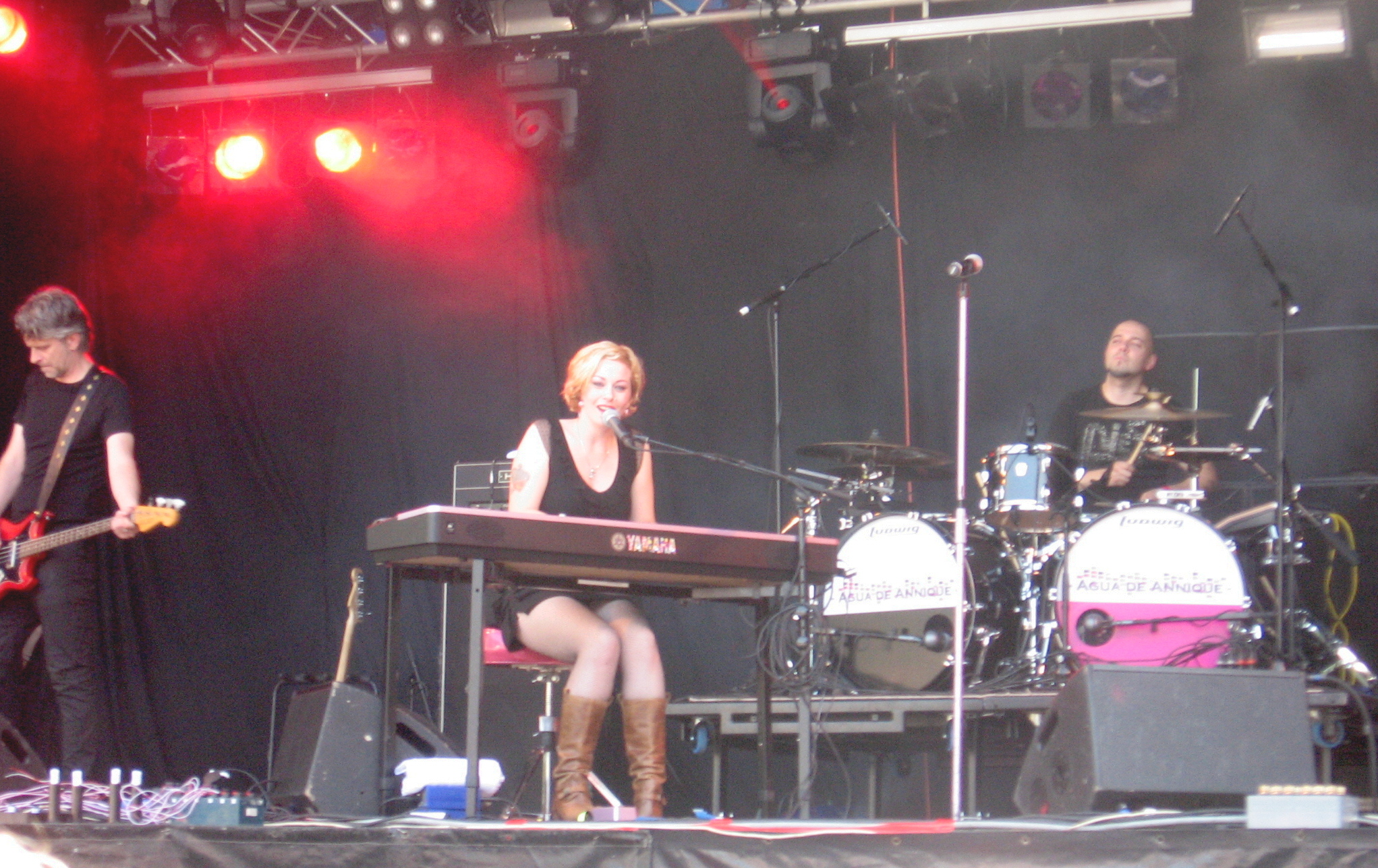
Anneke van Giersbergen & Agua de Annique (2008).

El 5 de junio de 2007 se anunció que Anneke dejaría The Gathering en agosto para concentrarse en un nuevo proyecto, Agua de Annique,  y pasar más tiempo con su familia, tras haber sido vocalista de esa banda durante 13 años. Sobre su decisión de iniciar una carrera en solitario Anneke sólo declaró: "Todo lo que quise cuando comencé lo estoy haciendo ahora".
A fines del 2007 lanzaron su primer álbum Air mezclado por Jon Anders Narum y para el 2 de julio del 2009 realizaron su segundo disco, Pure Air, un trabajo totalmente acústico con versiones de su álbum debut Air y algunos covers, durante su primera semana de lanzamiento se colocó en el lugar n.º 42 del GfK Dutch Charts,la posición más alta que ha ocupado. Ambas producciones recibieron críticas positivas alrededor del mundo. Su siguiente álbum In your room fue sacado a la venta el 30 de octubre del 2009 producido por Michel Schoots.
El 24 de noviembre de 2007 interpretó la canción "Somewhere" junto a Within Temptation en Eindhoven. El 7 de febrero de 2008 interpretó nuevamente la canción "Somewhere" con Within Temptation en el Ahoy Arena en Róterdam, incluida en el DVD en directo Black Symphony de la misma banda. En 2009, Anneke volvió a interpretar dicha canción con Sharon den Adel en el álbum acústico de la banda, An Acoustic Night At The Theatre.
Anneke también cantó en el álbum de Ayreon titulado 01011001, lanzado a principios de 2008. El personaje que representa es el de "Forever"(Por Siempre), una entidad alienígena de la misma raza que "secuestró" el alma de su personaje en Into the Electric Castle.
Cantó en la canción "Scorpion Flower" del álbum Night Eternal (2008) de Moonspell. El 3 de diciembre de 2008 interpretó esta canción en vivo con Moonspell en el 013, en Tilburg.

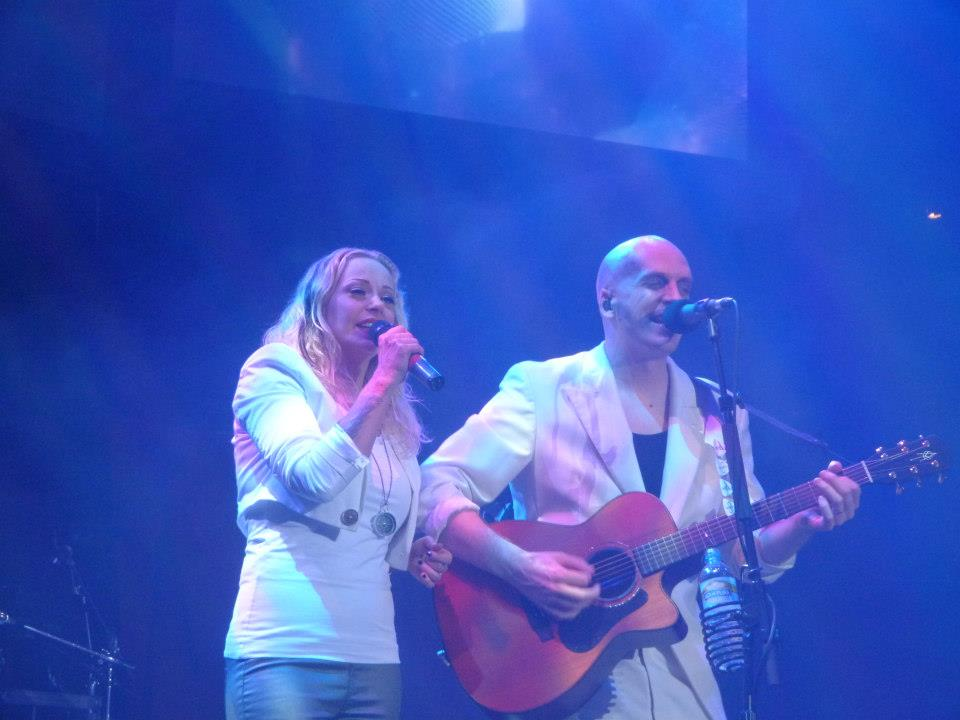
Anneke van Giersbergen
& Devin Townsend.

Van Giersbergen colaboró con Devin Townsend en sus álbumes Addicted en 2009, Epicloud en 2012 y Sky Blue en 2014; cantó en la mayoría de las canciones. Ella también apareció como vocalista invitada en varios conciertos en vivo de Devin Townsend Project, incluyendo el segundo show en la serie de conciertos incluidos en By a Thread en 2011 y The Retinal Circus en 2012, ambos fueron lanzados como DVD.
Apareció como vocalista invitada en el álbum de debut de The Human Experimente, un proyecto que también cuenta con Robert Fripp de King Crimson, John Wetton de Asia y King Crimson, Maynard James Keenan de Tool, A Perfect Circle, Adrian Belew de Puscifer, Dann Pursey de Globus, entre otros.
En 2011, van Giersbergen colaboró con Yoav Goren en la canción "The Promise", la pista de apertura del segundo álbum de Globus, Break From This World. Ella coescribió la letra y fue la vocalista invitada junto con Lisbeth Scott en esa pista. Interpretó la canción "What Could Have Been" de la banda de Death / Doom Metal Novembers Doom. Van Giersbergen también apareció en una pista del álbum de re-interpretaciones orquestales de la banda de rock progresivo Anathema, Falling Deeper, lanzado el 5 de septiembre de 2011. Estuvo de gira con esta banda por Sudamérica cantando la canción "Everwake".

### Carrera solista (2012-2016)
El nombre "Agua de Annique" fue cambiado simplemente por "Anneke van Giersbergen" en 2011, luego que la artista se sintiera con la confianza suficiente para "ser capitana de su propio barco", como escribió en su blog. Lanzó un nuevo álbum, Everything Is Changing, en enero de 2012 a través de PIAS Recordings por primera vez bajo su propio nombre. Fue producido por el portugués Daniel Cardoso (Anathema).
Anneke participó en 2011 en el proyecto infantil De Beer Die Geen Beer Was, con el baterista, actor, cantante, productor y presentador Martijn Bosman, narra la historia de un oso en varias aventuras. Anneke, además de cantar algunas de las canciones y recitar poemas en el álbum, también participó en algunas de las piezas durante la gira que se llevó a cabo en los Países Bajos ese mismo año.
El 20 de noviembre de 2013 publicó su el álbum de estudio Drive. A diferencia del álbum anterior, Drive tiene un sonido más orgánico y directo, y fue grabado con todos los instrumentos siendo tocados en el mismo ambiente y al mismo tiempo. Este fue su primer trabajo con la discográfica InsideOut, bajo la producción de Arno Krabman. El cantante e instrumentista turco Hayko Cepkin participó en el tema Mental Jungle.
Antes de que el año terminara, Anneke participó en la canción Funeral del álbum Make Your Own, de la banda estadounidense de Doom metal For Many Reasons.
En el año 2016, Anneke fue invitada de honor  para presentarse en el Veteranendag, un evento promovido por el Rey de los Países Bajos como homenaje a los veteranos de guerra del país. Además de entonar los himnos (antiguo y reciente) del país, Anneke cantó otras canciones para los presentes. El evento se transmitió en directo a todo el país.

### The Gentle Storm y otros proyectos paralelos

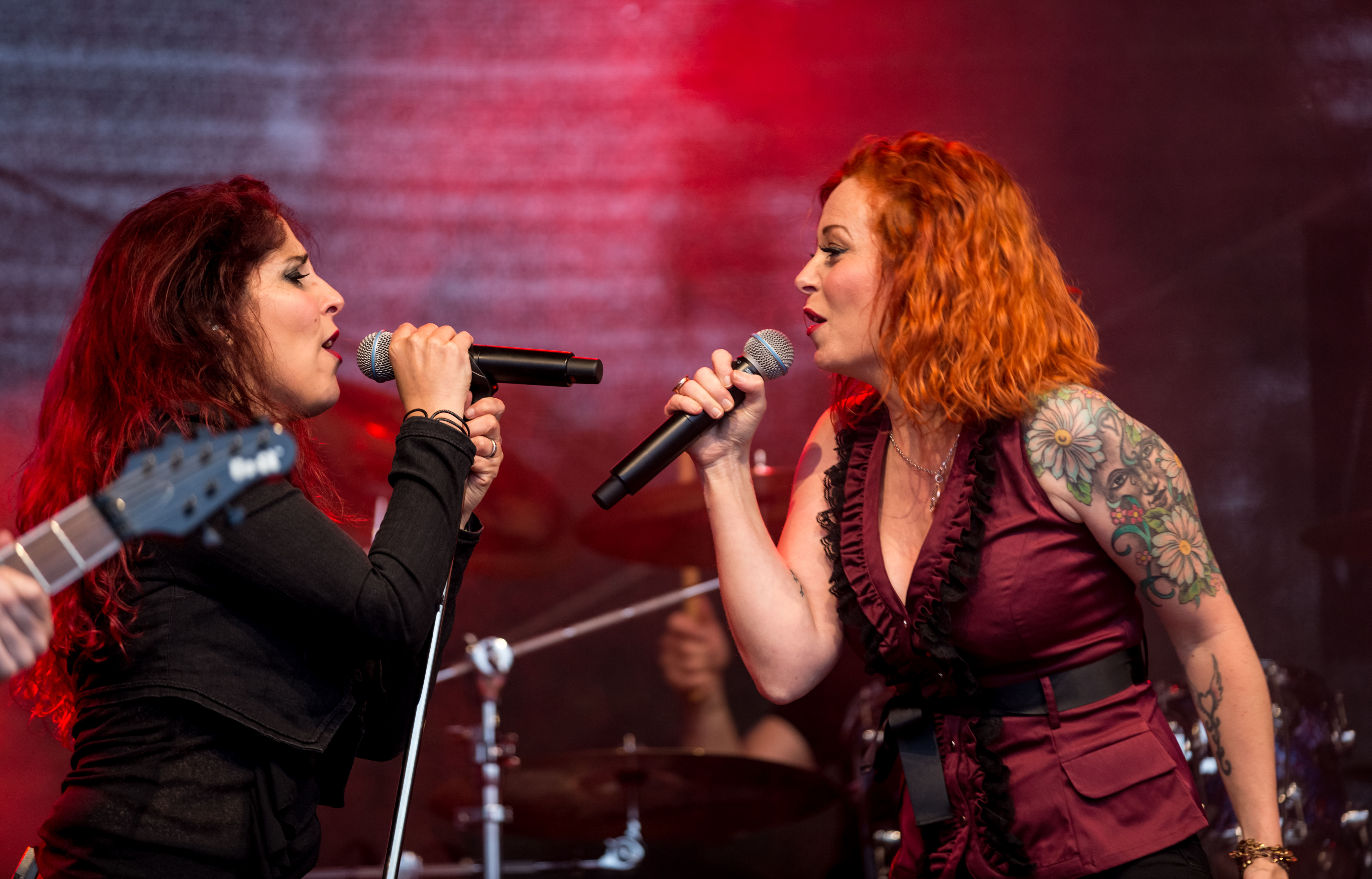
The Gentle Storm en el Wacken Open Air 2015.

#### The Gentle Storm
El 22 de abril de 2014, Arjen Anthony Lucassen reveló que su próximo proyecto sería una colaboración con van Giersbergen, su tercer trabajo en conjunto después de los álbumes de Ayreon, Into the Electric Castle y 01011001. Lo describió como "un álbum épico de doble concepto; una combinación de «Lo clásico y el metal» y «acoustic folk». El proyecto se llama The Gentle Storm, su primer álbum fue lanzado en 2015.

#### The Sirens
El 4 de junio de 2014, Anneke anunció un nuevo proyecto en colaboración con las vocalistas Liv Kristine (ex-Theatre of Tragedy, ex-Leaves' Eyes) y Kari Rueslåtten (ex-the 3rd and the Mortal) llamado The Sirens. El proyecto consistió en la unión de las consideradas tres pioneras del estilo Female Fronted, saliendo en gira para presentar canciones de sus antiguas bandas y de sus actuales carreras en solitario. Presentaron para el proyecto tres canciones inéditas: Embracing the Seasons, compuesta por Anneke; Sisters of the Earth, compuesta por Liv; Y Fearless, compuesta por Kari. The Sirens viajó por varios países europeos y realizó una gira sudamericana, incluyendo dos conciertos en Brasil, en febrero de 2015. También participaron en diversos festivales de verano por Europa, abriendo incluso un show para la banda finlandesa Nightwish, el 29 de De agosto de 2015. Curiosamente, esta banda fue originalmente inspirada por las tres bandas representadas por las tres vocalistas de The Sirens, según su creador Tuomas Holopainen:

En aquella época, The Third and the Mortal, Theatre of Tragedy y The Gathering fueron su inspiración (de Holopainen) para escribir su propio material.
 Extracto de la biografía de Tuomas Holopainen en su sitio oficial.

#### Verloren Verleden
En 2015, Anneke anunció un nuevo álbum en conjunto con la banda folk islandesa Árstíðir. El proyecto, llamado Verloren Verleden (Pasado Perdido en neerlandés). El álbum se publicó el 12 de febrero de 2016, y fue seguido por una gira por los Países Bajos en marzo del mismo año.

#### De Nieuwe Madonna
Anneke anunció en abril de 2016 una nueva gira acústica por los Países Bajos, pero esta vez ambientada en la década de los 80s. La gira, llamada De Nieuwe Madonna (La Nueva Madonna, en neerlandés), rescataba canciones clásicas de aquella década, además de buscar reproducir en el escenario el cuarto de la adolescencia de la cantante, con carteles de sus artistas favoritos, su cama, sus patines y sus objetos de decoración. La gira duró del 30 de septiembre al 25 de noviembre.

### VUUR (2016-presente)
El 1 de diciembre de 2016, van Giersbergen anunció la creación de su nueva banda, que lleva por nombre VUUR (fuego, en neerlandés, que también puede ser interpretado como "pasión" o "unidad"), El mismo día del anuncio de la banda, también se dio a conocer la fecha de su presentación en el festival Masters of Rock, celebrado en la República Checa: 24 de julio de 2017. Varios conciertos en festivales se anunciaron a partir de entonces. El 2 de junio la banda presentó el tema Days Go By - London, orientada al metal progresivo. la banda tiene 1 álbum de estudio titulado In This Moment We Are Free - Cities, lanzado el año 2017.

## Perfil vocal
El registro vocal de Anneke en el pasado era clasificado como Soprano, sin embargo, con el paso de los años su tesitura se ha vuelto un poco más grave, lo que la ha llevado a la clasificación de Mezzosoprano.

Bueno, solía ser soprano cuando era más joven, pero mi voz descendió un poco porque ahora soy mayor y porque tampoco pude entrenarme lo suficiente para mantenerlo. Con el entrenamiento adecuado, se puede expandir el alcance del registro, pero realmente no pensé en hacer eso; yo sólo canto lo que canto. Yo canto lo que escribo y así es como entreno mi voz. Es por eso que decaí (en clasificasión vocal). No sé sómo se le llamaría de una manera lógica: quizá mezzosoprano, ya que es un poco más grave.
Anneke para Femme Metal Webzine (2013).

## Vida personal
El 11 de febrero de 2003 se casó con el baterista, empresario y músico Rob Snijders, quien ha trabajado con Anneke en algunos de sus proyectos como Agua de Annique. El 20 de febrero de 2005, tuvieron a su hijo Finn.

## Raíces e influencias musicales
Las raíces musicales de Anneke están en la música clásica y el jazz, aunque prefiere el rock y el pop. Sus influencias principales son Prince, Ella Fitzgerald y Thom Yorke (Radiohead).

## Discografía

### Con The Gathering

#### Álbumes de estudio
- Mandylion (1995)
- Nighttime Birds (1997)
- How to Measure a Planet? (1998)
- If_then_else (2000)
- Souvenirs (2003)
- Home (2006)

#### Recopilaciones, conciertos y EPs
- Superheat - En directo (2000)
- Amity - EP (2001)
- Black Light District - EP (2002)
- In Motion - DVD (2002)
- Sleepy Buildings - A Semi Acoustic Evening - En directo (2004)
- Accessories - Rarities and B-Sides - Compilación (2005)
- A Sound Relief - DVD (2005)
- A Noise Severe - DVD (2007)

### Con Agua de Annique
- Air (2007)
- Pure Air (2009)
- In Your Room (2009)
- Live In Europe (2010)

Sencillos
- Day After Yesterday (2007) - Incluye "Witnesses"
- Come Wander With Me (2008) - Solo en descarga
- The Blower's Daughter (2009) - Solo en descarga
- Hey Okay! (2009)
- Hey Okay! (Versión acústica) (2009)
- Wonder (2009)
- Sunny Side Up (2010)

### En Solitario
- Everything Is Changing (2012)
- Drive (2013)
- The Darkest Skies Are The Brightest (2021)

### ConThe Gentle Storm
- The Diary (2015)

### Con Árstíðir
- Verloren Verleden  (2016)

### ConVUUR
- In This Moment We Are Free - Cities (2017)

### ConDaniel Cavanagh

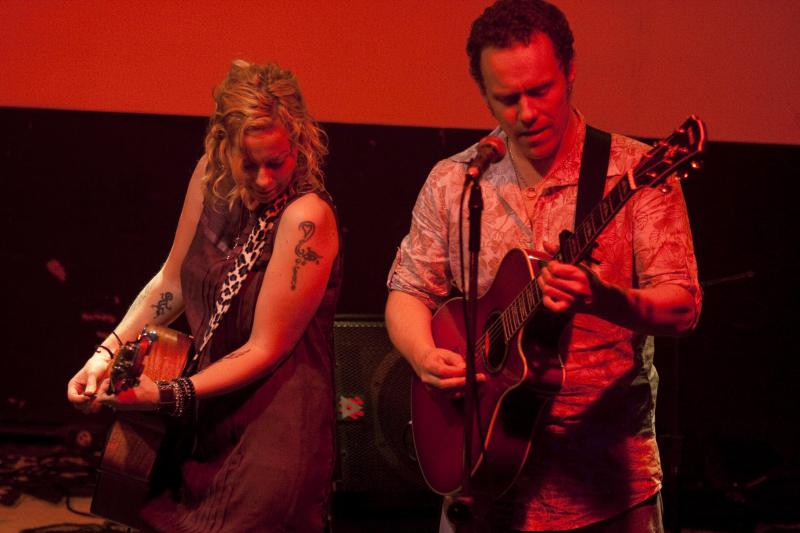
Van Giersbergen & Danny Cavanagh.

- In Parallel (2009)

### Como vocalista invitada
- Farmer Boys - Countrified (1996) - Tema #9 "Never Let Me Down Again" (cover de Depeche Mode )
- Ayreon - Into the Electric Castle (1998)
- Lawn - Backspace (2004) - Tema #2 "Fix"
- Wetton/Downes: ICON II (2006) - Rubicon - Temas #4 y #5
- Globus - Epicon (2006) - Tema #2 "Mighty Rivers Run", tema #7 "Diem Ex Dei"
- Napalm Death - Smear Campaign (2006) - Tema #1 "Weltschmerz", tema #7 "In Deference"
- Ayreon - 01011001 (2008) - Tema #1 Parte 2 "We Are Forever", Tema #2 "Comatose" con Jorn Lande, Tema #5 "Beneath The Waves", Tema #1 (CD2") "The Fifth Extinction", Tema #2 (CD2) "Waking Dreams"
- Moonspell - Night Eternal (2008) - Tema #4 "Scorpion Flower"
- Within Temptation - Black Symphony (2008) - Tema #10 "Somewhere"
- Giant Squid - The Ichthyologist (2009) - Tema #6 "Sevengill"
- Devin Townsend Project - Addicted (The Devin Townsend Project album) (2009)
- Within Temptation - An Acoustic Night At The Theatre - (2009) - Tema #6 "Somewhere"
- Devin Townsend Project - By A Thread: Live in London 2011 (2012)
- Devin Townsend Project - Epicloud (2012)
- Countermove - The Power Of Love (2014)
- Amorphis - Queen of Time (2018) Amongst Stars
- Timo Tolkki's Avalon - Hear My Call  (2019) RETURN TO EDEN album

## Premios y nominaciones

### FemMetal Awards
| Año  | Trabajo nominado       | Categoría       | Resultado |
| ---- | ---------------------- | --------------- | --------- |
| 2021 | Anneke van Giersbergen | Mejor vocalista | Nominada  |